# Radovan Ćurčić
Radovan Ćurčić (in serbo Радован Ћурчић?; Ivanjica, 10 gennaio 1972) è un allenatore di calcio ed ex calciatore serbo, di ruolo attaccante,  tecnico dello Javor Ivanjica.

## Palmarès

### Allenatore

#### Individuale
- Allenatore serbo dell'anno: 1

2014